# Cratere Eddie
Eddie  è un cratere sulla superficie di Marte.